# أنطون روبنسون
أنطون روبنسون (بالإنجليزية: Anton Robinson) (17 فبراير 1986 في المملكة المتحدة - ) هو لاعب كرة قدم بريطاني في مركز الوسط. شارك مع منتخب إنجلترا لكرة القدم C ‏. أما مع النوادي، فقد لعب مع إيستبورن بوروه وكوفنتري سيتي ونادي إكزتر سيتي ونادي بورنموث ونادي غيلينغهام ونادي مارغيت ونادي ميلوول وهدرسفيلد تاون وEastleigh F.C. ‏ ونادي فيشر أثليتيك ونادي ويموث وغرايز أتلاتيك ‏.

## وصلات خارجية
- أنطون روبنسون على موقع قاعدة بيانات كرة القدم.إي يو (الإنجليزية)
- أنطون روبنسون على موقع Soccerbase.com (لاعب) (الإنجليزية)